# Naval Strike Missile
El Naval Strike Missile (NSM) es un misil antibuque y de crucero de ataque a tierra desarrollado por la empresa armamentística noruega Kongsberg Defence & Aerospace.
El nombre original en noruego fue Nytt sjømålsmissil (en español, Nuevo misil antibuque, indicando que era el sucesor del misil Penguin), adoptando posteriormente el nombre comercial en inglés Naval Strike Missile.

## Desarrollo

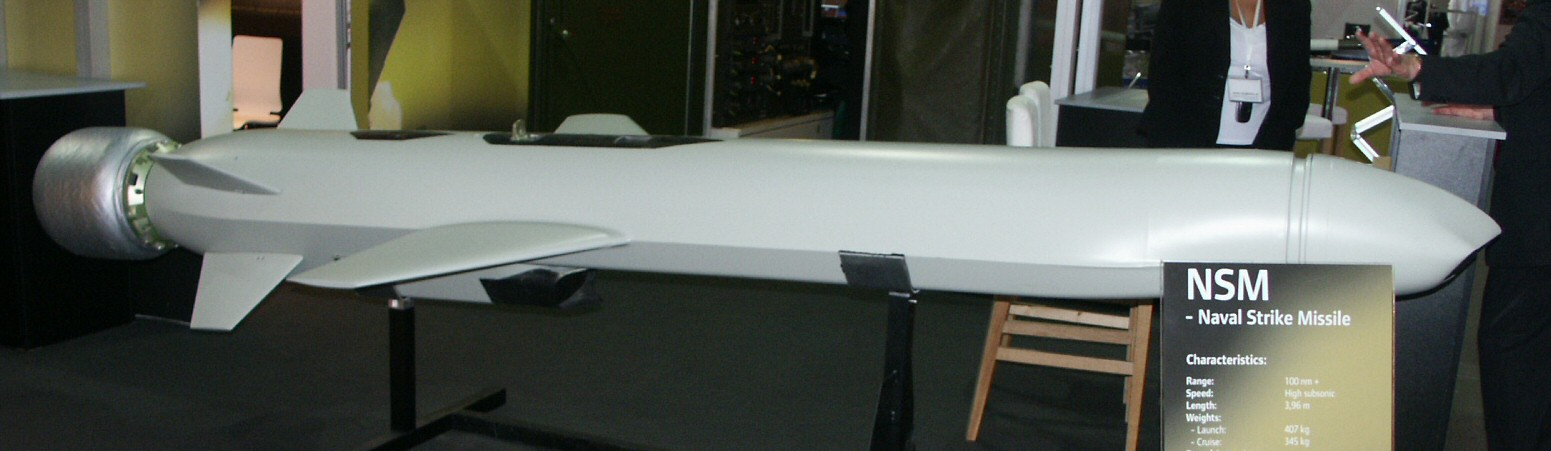
Maqueta de un NSM en 2008.

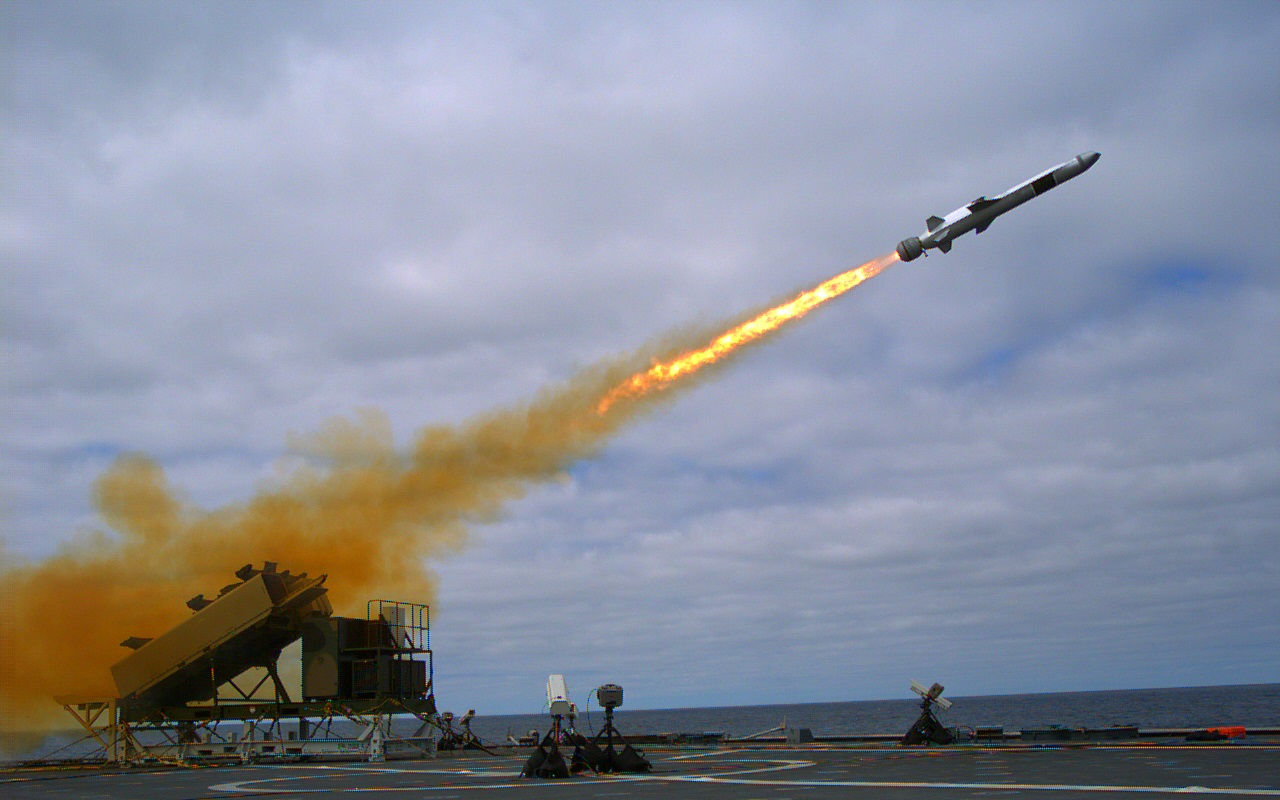
Lanzamiento de un NSM desde el USS Coronado (LCS-4) en septiembre de 2014

El contrato para la producción en serie del Naval Strike Missile fue firmado en junio de 2007. El NSM fue escogido por la Armada Real de Noruega para sus nuevas fragatas clase Fridtjof Nansen y patrulleros clase Skjold. En diciembre de 2008 el NSM fue seleccionado por la Armada de la República de Polonia, la cual aprobó la adquisición de 50 misiles operados desde plataformas en tierra (incluyendo dos para pruebas) cuyas entregas estaban planificadas para el periodo 2013-2016.
En junio de 2011 se completaron las pruebas del NSM en el campo de tiro de Point Mugu (California). En abril de 2011, el Ministerio de Defensa de Noruega anunció el inicio de la fase 2 de desarrollo del misil. El 10 de octubre de 2012, la Armada de Noruega efectuó el primer lanzamiento del NSM, el cual se produjo desde el HNoMS Glimt, uno de los patrulleros de la clase Skjold. El 5 de junio de 2013 se realizó el primer lanzamiento de pruebas del NSM con carga explosiva real contra un buque de superficie. La fragata fuera de servicio HNoMS Trondheim (perteneciente a la clase Oslo) fue alcanzada por un NSM, resultando satisfactorio el funcionamiento del misil.

## Diseño y características

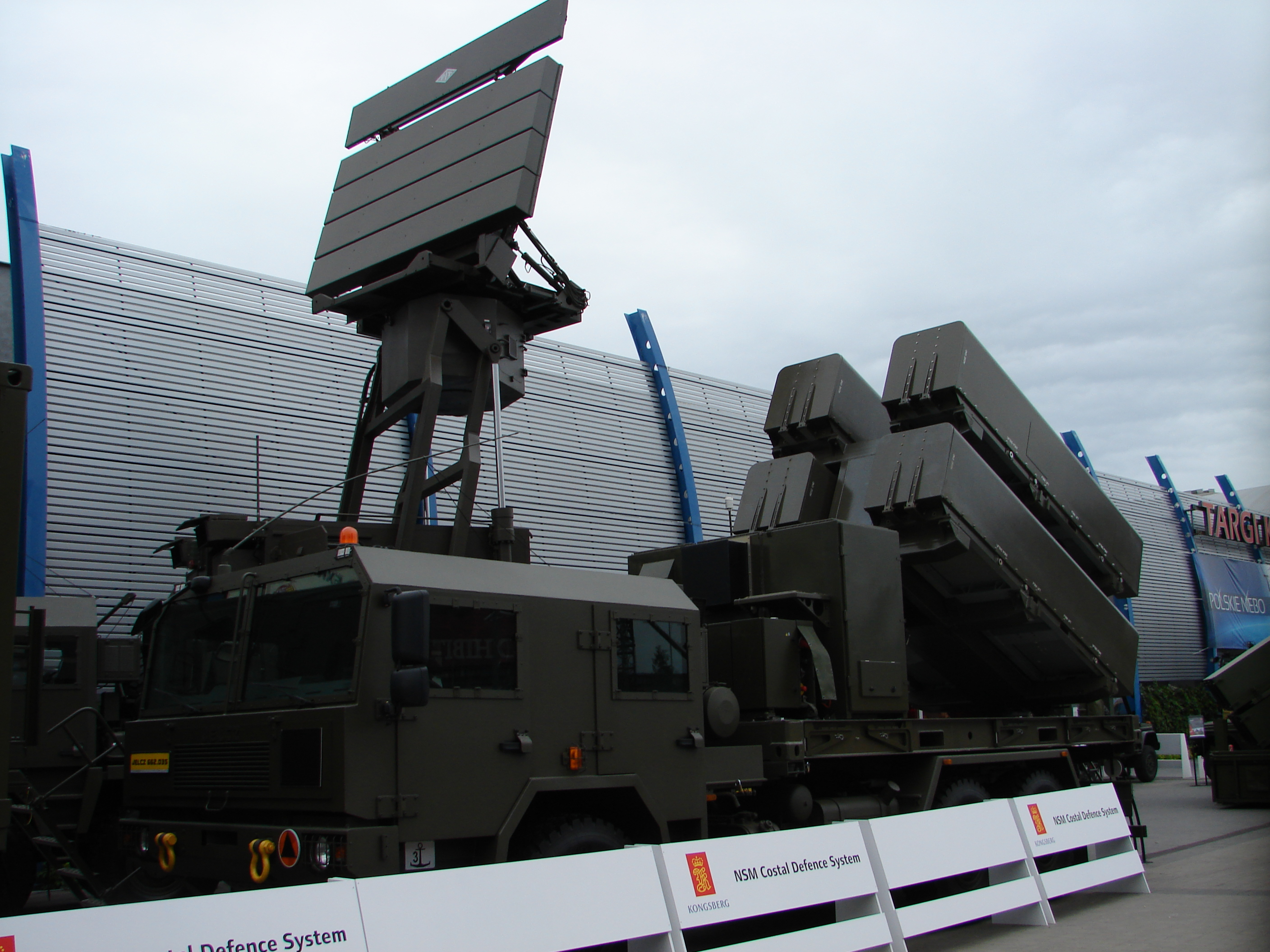
Lanzador del sistema de defensa costera NSM de la Armada polaca y al fondo un radar 3D TRS-15M Odra.

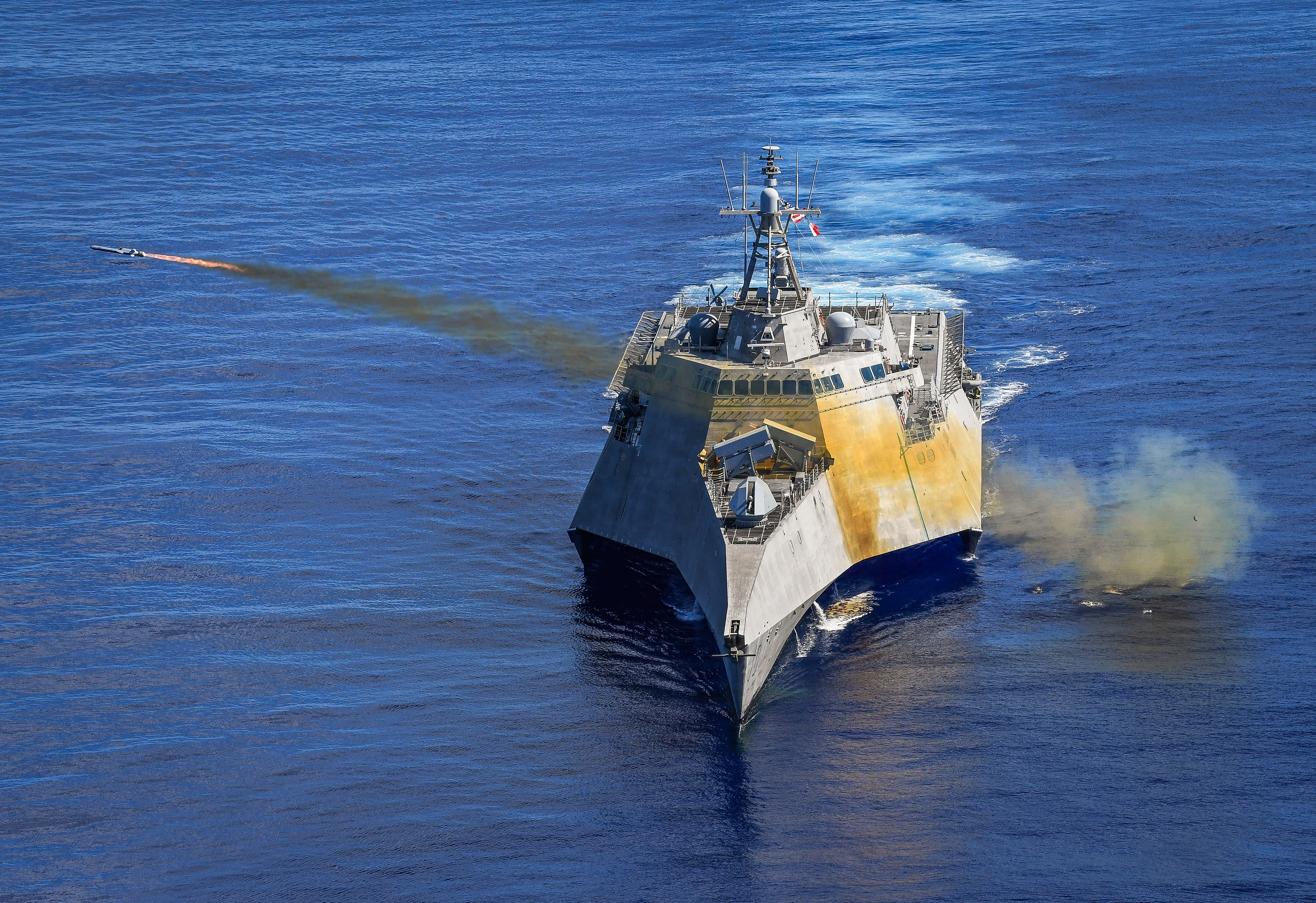
Se dispara un NSM desde el USS Gabrielle Giffords (LCS-10) en 2019.

El diseño de última generación y la utilización de materiales compuestos confieren al Naval Strike Missile capacidades furtivas avanzadas. EL NSM tiene un peso de poco más de 400 kg y un alcance de al menos 185 km (100 millas náuticas). El diseño del NSM está orientado para ser utilizado tanto en entornos litorales como en mar abierto.
Al igual que su predecesor, el misil Penguin, el NSM es capaz de sobrevolar tierra firme, volar a ras del suelo o del mar y realizar maniobras aleatorias en su fase final para dificultar la efectividad de las contramedidas del enemigo. A diferencia del Penguin, que realiza sus virajes mediante la guiñada, el NSM lo hace inclinado mediante el alabeo.
La tecnología de adquisición de objetivos con la que cuenta el NSM le permite unas capacidades diferentes de detección, reconocimiento y discriminación dependiendo de si el blanco es naval o terrestre. Esto es posible con la combinación de un sensor de imagen infrarroja y una base de datos de a bordo. El NSM puede navegar mediante GPS, sistemas inerciales y TERCOM (valiéndose de referencias del terreno).
Después de efectuarse su lanzamiento empleando un cohete de combustible sólido que le impulsa inicialmente, el misil es propulsado empleando un turborreactor modelo Microturbo TRI 40. Este turborreactor le permite alcanzar su objetivo portando una cabeza de guerra de 125 kg (con alto explosivo o de fragmentación) manteniendo una alta velocidad subsónica.

## Joint Strike Missile

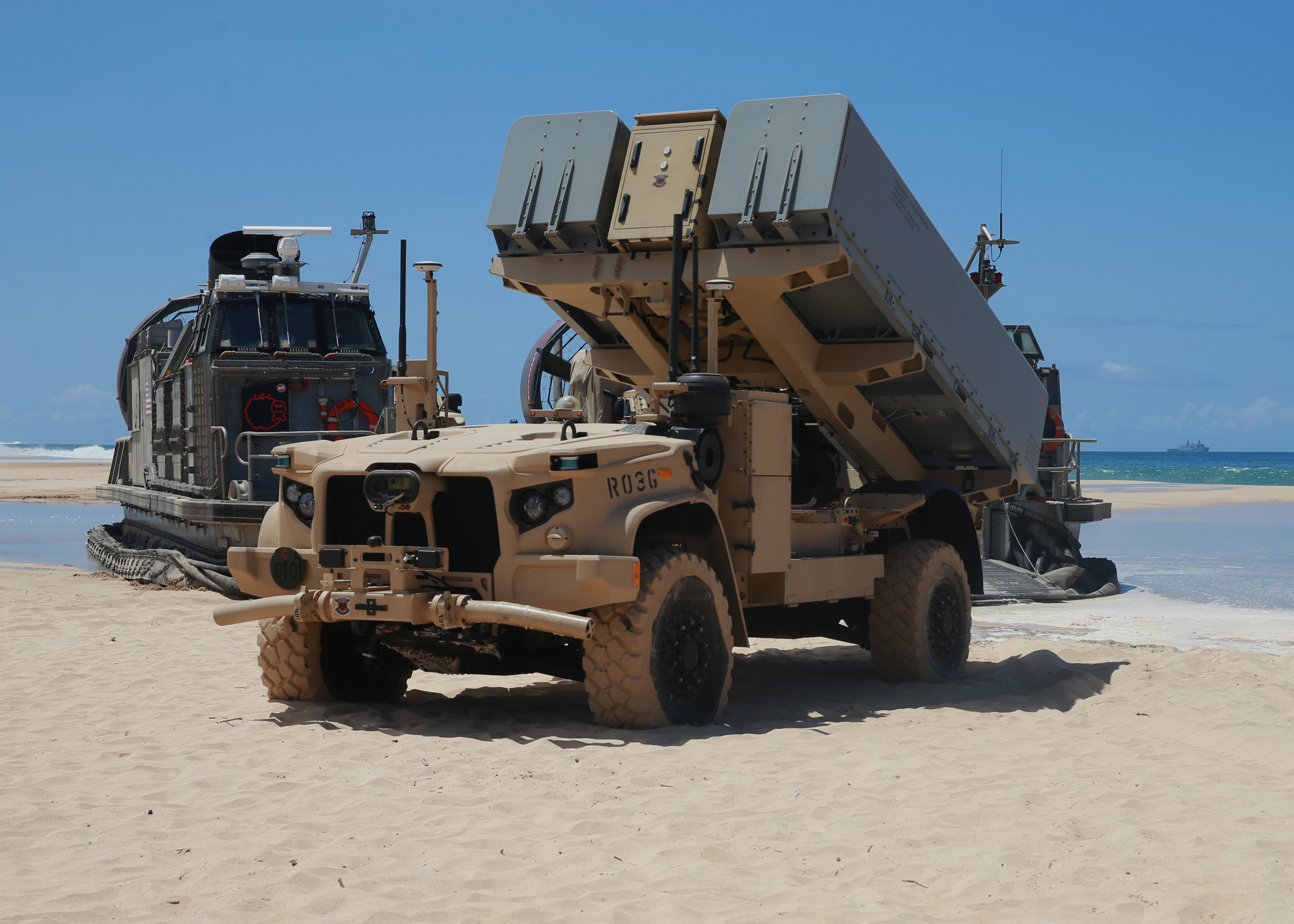
El lanzador del Sistema de Interdicción de Buques Expedicionarios de la Armada de la Marina (NMESIS) se despliega en su posición en la Instalación de Alcance de Misiles del Pacífico Barking Sands

Existe en desarrollo una variante polivalente del NSM, denominada Joint Strike Missile (JSM). Esta versión tendrá la capacidad de ataque a tierra y dos vías de comunicación, de tal modo que le permita comunicarse con el centro de mando o con otros misiles en vuelo. El JSM estará integrado en el cazabombardero de quinta generación Lockheed Martin F-35 Lightning II (Joint Strike Fighter). Los diseños preliminares muestran que esta aeronave podrá alojar dos JSM en sus bahías internas, aunque también podría llevar otros adicionales en los soportes subalares externos.
De acuerdo con Kongsberg Defence & Aerospace, la versión polivalente del NSM es el único misil antibuque que podrá ser alojado en las bahías internas del F-35. Lockheed Martin y Kongsberg Defence & Aerospace han firmado un acuerdo conjunto para el desarrollo de esta versión polivalente lanzable desde el aire, así como otro acuerdo para la integración del JSM en el F-35. El proyecto está cofinanciado por Noruega y Australia. En abril de 2009 Kongsberg firmó un contrato para la primera fase de desarrollo del JSM, la cual estaba prevista completarse en 18 meses.
Como características avanzadas del JSM se incluyen:
- Modificación del diseño del misil para poder alojarse en la bahía interna del F-35.[13]
- Capacidad de ataque a objetivos navales y terrestres.
- Plataforma aérea de lanzamiento.
- Alcance extendido hasta los 280 km.[14]

Kongsberg Defence & Aerospace está estudiando la posibilidad de operar el JSM desde submarinos.

## Operadores

### Operadores actuales
Noruega
- Marina Real de Noruega[16]
  - clase Skjold
  - clase Fridtjof Nansen

 Polonia
- Armada polaca
  - Escuadrón de Misiles Costeros[17][18]

 Estados Unidos
- U.S. Navy
  - clase Freedom
  - clase Independencia
  - clase Constellation[19]
- Marine Corps[20]

### Futuros operadores
Australia
- Marina Real Australiana[21]
  - clase Anzac
  - clase Hobart

 Canadá
- Marina Real Canadiense[22]
  - Combatiente de superficie canadiense

 Alemania
- Armada alemana[23]

 Malasia
- Royal Malaysian Navy
- clase Maharaja Lela[24]

 Rumania
- Armada rumana[25] Se espera que la entrega finalice en el cuarto trimestre de 2024.[26]

 España
- Armada Española[27][28] para sus fragatas de clase F-110 en construcción, la clase F-100[29] y previsiblemente para los submarinos S80.[30] Se han presupuestado 125 millones de euros y se recibirán los primeros misiles en 2027.[31]